# اسکمون (کانزاس)
اسکمون (به انگلیسی: Scammon) شهری در ایالت کانزاس کشور ایالات متحده آمریکا است که جمعیت آن در سرشماری سال ۲۰۱۰ میلادی، ۴۸۲ نفر بوده‌است.